# 侵蚀面
侵蚀面（erosion surface）是由水或風侵蚀形成的岩石或风化层的表面，而不是通过堆積（例如熔岩流、沉积物沉积）或断层移位形成的表面。 侵蚀面是不整合面，但并非所有不整合面都是侵蚀面。 侵蚀面的规模各不相同，大而平坦的侵蚀面被称为准平原、古平原、平坦面或夷平原.